# أليكس هاويس
أليكس هاويس (بالإنجليزية: Alex Howes) هو لاعب كرة قدم بريطاني في مركز الوسط، ولد في 6 يناير 2000 في نوتنغهام في المملكة المتحدة. لعب مع نوتس كاونتي.

## وصلات خارجية
- أليكس هاويس على موقع قاعدة بيانات كرة القدم.إي يو (الإنجليزية)
- أليكس هاويس على موقع Soccerway.com (الإنجليزية)